# Veľké Chyndice
Veľké Chyndice (in ungherese Nagyhind) è un comune della Slovacchia facente parte del distretto di Nitra, nella regione omonima.